# Сорочанове
Сороча́нове — село в Україні, у Кетрисанівській сільській громаді Кропивницького району Кіровоградської області. Населення становить 187 осіб.

## Найвідоміші уродженці
- Равицький Микола Петрович (1921—1997) — український режисер, народний артист УРСР (1967).

## Населення
Згідно з переписом УРСР 1989 року чисельність наявного населення села становила 207 осіб, з яких 96 чоловіків та 111 жінок.
За переписом населення України 2001 року в селі мешкало 187 осіб.

### Мова
Розподіл населення за рідною мовою за даними перепису 2001 року:
| Мова       | Відсоток |
| ---------- | -------- |
| українська | 96,79 %  |
| російська  | 2,67 %   |
| молдовська | 0,53 %   |